# Derivata mista
In analisi matematica, in particolare nel calcolo a più variabili, la derivata mista è il risultato di alcune derivate parziali di una funzione a variabili reali.

## Definizione
Sia {\displaystyle f:\Omega \subseteq \mathbb {R} ^{n}\to \mathbb {R} } una funzione a variabili reali di classe {\displaystyle C^{1}(\Omega )}, cioè derivabile con continuità secondo ogni variabile. Una derivata parziale mista del secondo ordine è il risultato di due derivate parziali effettuate secondo due variabili diverse. In simboli:
{\displaystyle {\frac {\partial ^{2}f}{\partial x_{j}\partial x_{i}}}\equiv {\frac {\partial }{\partial x_{j}}}\left({\frac {\partial f}{\partial x_{i}}}\right)\qquad i\neq j}
oppure {\displaystyle f_{x_{i}x_{j}}}.
Analogamente, una derivata parziale mista del k-esimo ordine è il risultato di k successive derivate parziali:
{\displaystyle {\frac {\partial ^{k}f}{\partial {x_{i}}^{m}\partial {x_{j}}^{n}...\partial {x_{l}}^{p}}}}
con {\displaystyle m+n+...+p=k}. Si può utilizzare anche la notazione compatta del multi-indice.
È possibile definire una diversa derivata parziale mista per ognuna delle combinazioni con ripetizioni delle n variabili con lunghezza k, cioè in numero di:
{\displaystyle {\frac {(n+k-1)!}{k!(n-1)!}}-n}
dove si sottrae n in quanto è generalmente escluso dalla definizione il caso che una delle variabili si ripeta per tutte le k derivazioni.
La notazione usata in questa definizione si poggia sul teorema di Schwarz, che sotto l'ipotesi di continuità delle derivate parziali garantisce che il risultato non dipende dall'ordine in cui vengono effettuate le derivate parziali. Ad esempio, per la funzione {\displaystyle f:\Omega \subseteq \mathbb {R} ^{2}\to \mathbb {R} } si ha:
{\displaystyle {\frac {\partial ^{2}f}{\partial x\partial y}}(x_{0},y_{0})={\frac {\partial ^{2}f}{\partial y\partial x}}(x_{0},y_{0})}
per ogni {\displaystyle (x_{0},y_{0})} in {\displaystyle \Omega }.